# William Munro
William Munro (1818 -1880) fue un militar y botánico inglés, el mayor de William Munro, de Druids Stoke, Gloucestershire, alistándose en el ejército en el regimiento de Infantería 39.º, el 20 de enero de 1834. Y asciende a teniente en abril de 1836, capitán el 2 de julio de 1844, mayor en mayo de 1852, teniente coronel en noviembre de 1853. Sirvió con su regimiento muchos años en India, y siendo adjunto fue severamente herido en la batalla de Maharajpore, el 24 de diciembre de 1843.
Fue comandante de regimiento en el sitio de Sebastopol, y comandó los refuerzos de la 3.ª división en el ataque a Redan, el 18 de junio de 1855 (C.B., Legión de Honor y Medjidié, y medallas inglesas y turcas de Crimea). Comandó el "39º" durante su subsecuente servicio en Canadá y en Bermuda, retirándose en 1865.
Munro pasó a mayor general el 6 de marzo de  1868, comandando tropas de las Indias Occidentales de 1870 a 1876, y teniente general el 10 de febrero de  1876, y coronel honorario del 93.er highlanders el 11 de octubre de 1876, y general el 25 de junio de  1878. Fallece en Taunton , el 29 de enero de 1880.
Munro en sus tiempos libres aprendía Botánica (Nature, 12 feb 1880, p. 357), llegando a especializarse en los caracteres, nomenclatura, afinidades, y clasificación de Poaceae.'
Su Monograph on the Bamboos en Trans. Linn. Soc. probó su industrioso y profundo conocimiento de la materia (Gardener's Chron. 5 feb 1880). Cuando se retira del servicio activo y se establece en Taunton, comienza una monografía de todo el orden de las gramíneas, continuación de 'Prodremus' de A. de Candolle. Lamentablemente no pudo completarla.

## Algunas publicaciones
- Discovery of Fossil Plants at Kamptee, 'Proc. Agr. Soc. India,' 1842, p. 22-23

- On Antidotes to Snake-bites, 'J. Agr. Soc. India,' 1848, vi. 1-23

- Report on Timber Trees of Bengal, 'Edinburgh New Phil. J.,' 1849, xlvi. 84-94

- Froriep Notizen, 1849, x. 81-7, 'Characters of some New Grasses collected at Hong Kong & in the vicinity by Mr. Charles Wright in the North Pacific Exploring Expedition,' 'American Academy Proceedings,' 1857-60, vi. 362-8

- An Identification of the Grasses of Linnæus's Herbarium, now in possession of the Linnean Society of London, 'Linn. Soc. J.,' 1862. vi. 33-55

[Hart's Army Lists; Kinglake's Crimea, cab. ed.; Cat. Scientific Papers, under 'Munro, William;' Broad Arrow, febrero de 1880.]

## Honores

### Epónimos
- (Arecaceae) Pritchardia munroii Rock[1]
- (Elaeocarpaceae) Elaeocarpus munroii Mast.[2]
- (Elaeocarpaceae) Monocera munroii Wight[3]
- (Myrtaceae) Eugenia munroii Miq.[4]
- (Passifloraceae) Passiflora × munroii Mast.[5]

- La abreviatura «Munro» se emplea para indicar a William Munro como autoridad en la descripción y clasificación científica de los vegetales.[6]

## Fuente
- http://en.wikisource.org/wiki/Munro,_William_(DNB00)